# Экономический империализм
Экономический империализм — практика систематических попыток экспансии экономической теории в смежные области обществознания, применение экономико-математических методов и моделей при поисках ответов на вопросы, которые встают перед учеными-специалистами других областей общественных наук: социологии, политологии, истории, права. «Вторжению» экономической теории подверглись антропология и психология, демография и экология, религиоведение и даже биология.
Результатом стало рождение множества новых дисциплин, таких, как теория общественного выбора, экономика семьи, экономика права, теория человеческого капитала, клиометрика, новая экономическая история и многих других. Ежегодно появляются исследования совершенно разных проблем, зачастую очень далеких от традиционного предмета экономической науки, например, связанных с развитием языка, вымиранием животных, частотой посещаемости церкви, участия людей в революционных движениях, и экономический подход, применяемый в этих исследованиях, доказывает свою плодотворность.

## Основные черты
Экономический империализм проявляется в трех основных характеристиках:
- экономисты активно изучают другие области с помощью своих методов
- экономические методы заимствуются представителями других наук
- экономисты привносят методологию точных наук в другие области обществознания

Отличительной чертой «экономического империализма» является при всём прочем также и неявное декларирование превосходства экономического подхода над подходами других наук. Главной целью «экономического империализма» является унификация всех общественных наук на базе неоклассической теории. Его сторонники признают, что другие отрасли знания располагают ценными наблюдениями, понятиями и инструментами анализа, однако общую рамку для обществоведческого синтеза способна дать только экономика.

## История и основные представители
Несмотря на то, что элементы экономического империализма встречались уже в работах А. Смита и И. Бентама, а попытки создать единую науку об обществе предпринимали К. Маркс и О. Конт, настоящее наступление экономистов на соседние науки возникло лишь в 60-х годах прошлого века. Развитие этого явления, которое началось с модели спроса и предложения тред-юнионизма Г. Льюиса, политических исследований Э. Даунса и Д. Блэка с применением экономического подхода, непосредственно связано с именами Дж. Стиглера, основателя новой теории экономического регулирования, Р. Познера, создателя экономической теории права, а также Т. Шульца, который занимался экономическим анализом проблем образования и демографии. Неофициальный статус лидера экономического империализма тогда же приобрел Гэри Беккер, нобелевский лауреат 1992 года, автор многочисленных работ, посвященных вопросам альтруизма и преступности, здравоохранения и образования, семьи и брака. Его перу принадлежат известные труды по экономике дискриминации и теории человеческого капитала — вопросы, которыми потом продолжил заниматься и С. Левитт, автор мирового бестселлера «Фрикономика», где суммируется ряд его исследований в области экономики спорта, преступности, образования, семейной жизни.
Показательным примером широкого распространения «экономического империализма» может стать тот факт, что работы почти всех недавних лауреатов Медали Кларка — самой престижной награды Американской экономической ассоциации, присуждаемой раз в два года лучшему американскому экономисту до 40 лет — посвящены темам, порожденным этим явлением. За последние 10 лет Медаль Кларка получили также К. Мерфи за исследования в области экономики дискриминации, А. Шлейфер за исследования в области экономического анализа права, М. Рабин за работы в области поведенческой экономики и Д. Аджемоглу, применивший подход в политологии и истории.